# سامی خدیرا
سامی خدیرا (به آلمانی: Sami Khedira؛ زادهٔ ۴ آوریل ۱۹۸۷ در شهر اشتوتگارت) بازیکن سابق فوتبال دورگه اهل آلمان و تونس است که در پست هافبک میانی برای باشگاه‌ های اشتوتگارت، رئال مادرید، یوونتوس، هرتابرلین و تیم ملی آلمان بازی می کرد. همچنین خدیرا به همراه دیگر بازیکنان تیم ملی فوتبال آلمان جام قهرمانی جام جهانی فوتبال ۲۰۱۴ را بالای سر برد.
او از ۱۹۹۵ تا ۲۰۱۰ در باشگاه فوتبال اشتوتگارت بازی می‌کرد و در فصل ۰۷–۲۰۰۶ با این تیم قهرمان بوندس لیگا شد و در فصل ۱۱–۲۰۱۰ با درخشش در تیم ملی آلمان در بازی‌های جام جهانی آفریقای جنوبی رهسپار تیم رئال مادرید اسپانیا شد. و ۴ سال در رئال مادرید توپ زد.
خدیرا در تاریخ ۹ ژوئن ۲۰۱۵ با قراردادی چهار ساله به باشگاه فوتبال یوونتوس پیوست.
او در سال ۲۰۲۱ پس از ۵ سال حضور در یوونتوس به باشگاه فوتبال هرتابرلین پیوست و در همین باشگاه از دنیای فوتبال خداحافظی کرد .

## زندگی شخصی
پدر او تونسی و مادرش آلمانی . برادر کوچکتر او رانی خدیرا است

## افتخارات

### اشتوتگارت
- بوندسلیگا: ۲۰۰۶–۲۰۰۷

### رئال مادرید
- لالیگا: ۲۰۱۱–۲۰۱۲
- کوپا دل ری: ۲۰۱۰–۲۰۱۱، ۲۰۱۳–۲۰۱۴
- سوپرجام اسپانیا: ۲۰۱۲
- لیگ قهرمانان اروپا: ۲۰۱۳–۲۰۱۴
- سوپرجام اروپا: ۲۰۱۴
- جام ملت‌های اروپا: ۲۰۱۴
- جام باشگاه‌های فوتبال جهان ۲۰۱۴

### یوونتوس
- سری آ: ۲۰۱۵–۲۰۱۶، ۲۰۱۶–۲۰۱۷، ۲۰۱۷–۲۰۱۸، ۲۰۱۸–۲۰۱۹
- کوپا ایتالیا: ۲۰۱۵–۲۰۱۶، ۲۰۱۶–۲۰۱۷، ۲۰۱۷–۲۰۱۸
- سوپرجام فوتبال ایتالیا ۲۰۱۸

### آلمان
- جام جهانی: ۲۰۱۴